# Ventimiglia
Ventimiglia (ligur nyelven Ventemiglia) város az észak-olaszországi Liguria tartomány Imperia megyéjében. Genovától 160 km-re délnyugatra és a francia-olasz határtól körülbelül 7 km-re található a Genovai-öbölben, kis kikötővel annak a Roia nevű folyónak a torkolatában, amely a várost kettéosztja. Ventimiglia lakóinak száma 25 000 fő.
A város korábban a vasúti határátkelő volt Franciaország felé (a város francia neve Vintimille). Az országúti táblákon gyakran találkozni az XXmiglia rövidített alakkal (mivel olaszul a „venti” jelentése: húsz és ez római számmal leírva „XX”).
Ventimiglia püspöki város, tengeri fürdő- és üdülőhely.

## Nevének eredete
A város neve valószínűleg a ligur Albom (=„főváros”) szóból, illetve az itt lakó nép, az intemelli ligur törzs többes birtokos alakjából, Intemeliom tevődik össze. A két szó latinizált formája Album Intimilium (idősebb Plinius tanúsága szerint), amelynek összevonásából lett az Albintimilium név. Az al- szótag elkopását követően, valamint a b> v átalakulással keletkezett a Vintimilium alak, amely végül a középkorban rögződött Vintimilia formában. A modern korban, tekintettel arra, hogy a liguriai közúti táblákon gyakran „XXMiglia” szerepel, elterjedt az a téves nézet, hogy a város nevét a földrajzi távolság alapján kapta, mivel véletlenül nagyjából éppen 20 mérföldre található a legközelebbi nagyvárostól, amely a franciaországi Nizza. Ennek a népi etimológiának azonban nincs semmilyen történelmi bizonyítéka.

## Története
Ventimiglia az ókori Album Intimilium, az intemelii ligur törzs fővárosa volt, amely sokáig ellenállt az ókori Rómának, míg i. e. 115-ben végül meg kellett adnia magát Marcus Aemilius Scaurusnak. 69-ben a várost kifosztották Otho és Vitellius hadai, de virágzó település maradt egészen az ötödik századig, városfallal vették körül, amelynek minden sarkában kerek bástya volt. A város fontos állomás volt a Via Iulia Augusta útvonalon Gallia és Spanyolország között. Ebből a korszakból maradtak fenn a városfal maradványai, a városkapuk (i. e. 70–50 körül), Augustus thermái, továbbá az amfiteátrum (i. e. 2-3. évszázad).
A gót háborúk idején (6. század) ostromolták a bizánciak és a gótok, majd később Rothari, a longobárdok királya, de Rodoald alatt ismét virágzásnak indult. Miután Nagy Károly birodalma összeomlott, II. Berengár itáliai király fiát, Ivreai Konrádot tette meg Ventimiglia első grófjának. A tizedik században ismét támadták a frasinettói szaracénok. Rövid függetlenség után Ventimiglia grófjai uralták, akiknek rendszeresen háborúzniuk kellett a Genovai Köztársasággal.
1139-ben a genovaiak szárazföldön és a tengeren is támadták a várost, és megadásra kényszerítették, de a gróf a győztesek hűbérbirtokaként megtarthatta a várost és a grófságot. A város többször is fellázadt a genovaiak ellen és azok ellenségeivel kötöttek szövetséget. 1271-ben az egyik Genovával folytatott háborúban foglyul ejtették Luca Grimaldit, a város podestàját, azaz akkori „polgármesterét”. Ventimiglia ideiglenesen (1389-ben és 1746-ban) a Savoyai hercegek, illetve (1410-ben) László nápolyi király birtokába került. 1505-ben annektálta a Genovai Köztársaság, és ahhoz tartozott egészen a 19. század elejéig, majd 1815-től a Szárd Királysághoz.
A várostól nyugatra lévő hegyekben Grimaldi di Ventimiglia mellett találhatók a Balzi Rossi barlangok, amelyekben az előember maradványait találták meg.

## Látnivalók
A római amfiteátrum maradványai (i. e. 2. század első fele) láthatóak, és számos további épület romjait fedezték fel, közöttük az ókori városfal nyomait, egy szép mozaikot 1852-ben, amelyet azonban azonnal leromboltak, továbbá az amfiteátrumtól nyugatra sírokat találtak. Az ókori Albintimilium romjai Nervia síkján találhatók, kb. 5 km-re a modern várostól keletre.
A Balzi Rossi barlang gazdag őskőkori maradványokban, amelyek a negyedidőszakból származnak. Egy cro-magnoni család nyomait tárták fel itt, köztük férfiak, nők és gyermekek csontvázait.
A dombtetőn található és az újváros felett magasodó középkori városmag építészeti és történelmi szempontból is rendkívüli jelentőségű.
A San Michele Arcangelo templomot a 10. században építették Ventimiglia grófjai egy korábbi pogány szentély helyén. Később a bencések vették át. A 11-12. században román stílusban építették át. 1628-ban egy földrengés nyomán elvesztette oldalhajóit. Az ókori Via Iulia Augusta három mérföldkövét is beépítették a templomba, kettőt szenteltvíztartóként használtak fel, míg a harmadik a kripta boltívébe került.
A jelenlegi román stílusú ventimigliai katedrális 11. századi keresztelőkápolnájával egy korábbi longobárd templom alapjain épült, amely szintén egy korábbi római épület, valószínűleg egy templom helyén állt.
A városi könyvtárban őrzik Olaszország második legnagyobb gyűjteményét a 17. századi Itáliában keletkezett kéziratokból és könyvekből (a legnagyobb gyűjtemény Velencében van).
Sir Thomas Hanbury villája, a La Mortola körül elterülő Hanbury botanikus kert a legnagyobb Olaszországban és Európában is rangosnak számít. Számos trópusi és szubtrópusi növényfaj található itt, amelynek ideális a helyi klíma. A város közelében találhatók a Castel d’Appio, Forte San Paolo és Fortezza dell’Annunziata genovai erődök is.
Érdemes még megnézni az 1000 körül épített és Mária mennybemenetelének szentelt Santa Maria Assunta katedrálist, nyolcszögletű keresztelőkápolnával és egy 1222-ből származó portállal.
A 10. század táján épült San Michele templom valaha a ventimigliai grófok családi kápolnája volt. A 11. és 12. században többször is átépítették. A templom alatt található preromán kripta boltíveit oszlopok támasztják alá. Az egyik oszlop egy római mérföldkő volt, két másik, gránitból készült oszlop pedig az elbeszélések szerint egy Castornak és Polluxnak szentelt templomból származik. A 16. századból származó Piemonti kapu antik vasveretes faszárnyaival jelzi a Tenda-hágó felé vezető út kezdetét, amely Liguriát köti össze Piemonttal.
A Roia folyó választja el a nyugati óvárost a város többi részétől. A folyón a város határain belül két közúti, egy vasúti és egy gyaloghíd található, illetve északabbra az A10-es autópálya hídja. Érdemes ellátogatni a rendszeres pénteki piacra és a virágpiacra. A francia határ előtt nem sokkal Capo Mortolánál található a Hanbury botanikus kert.

## Képek

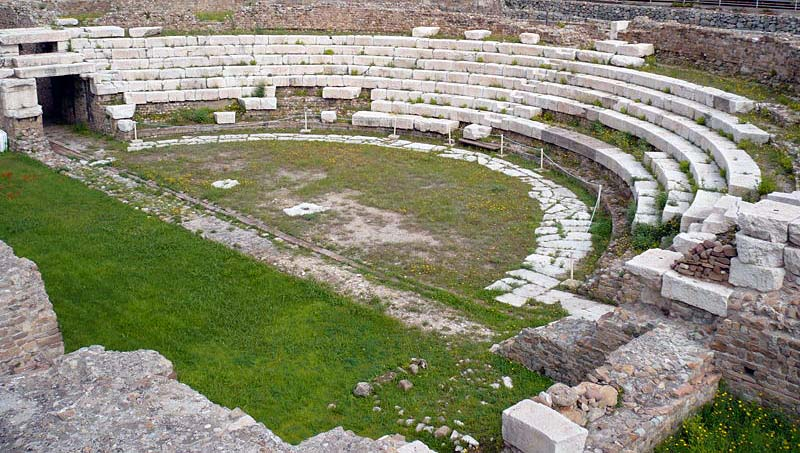
Római színház
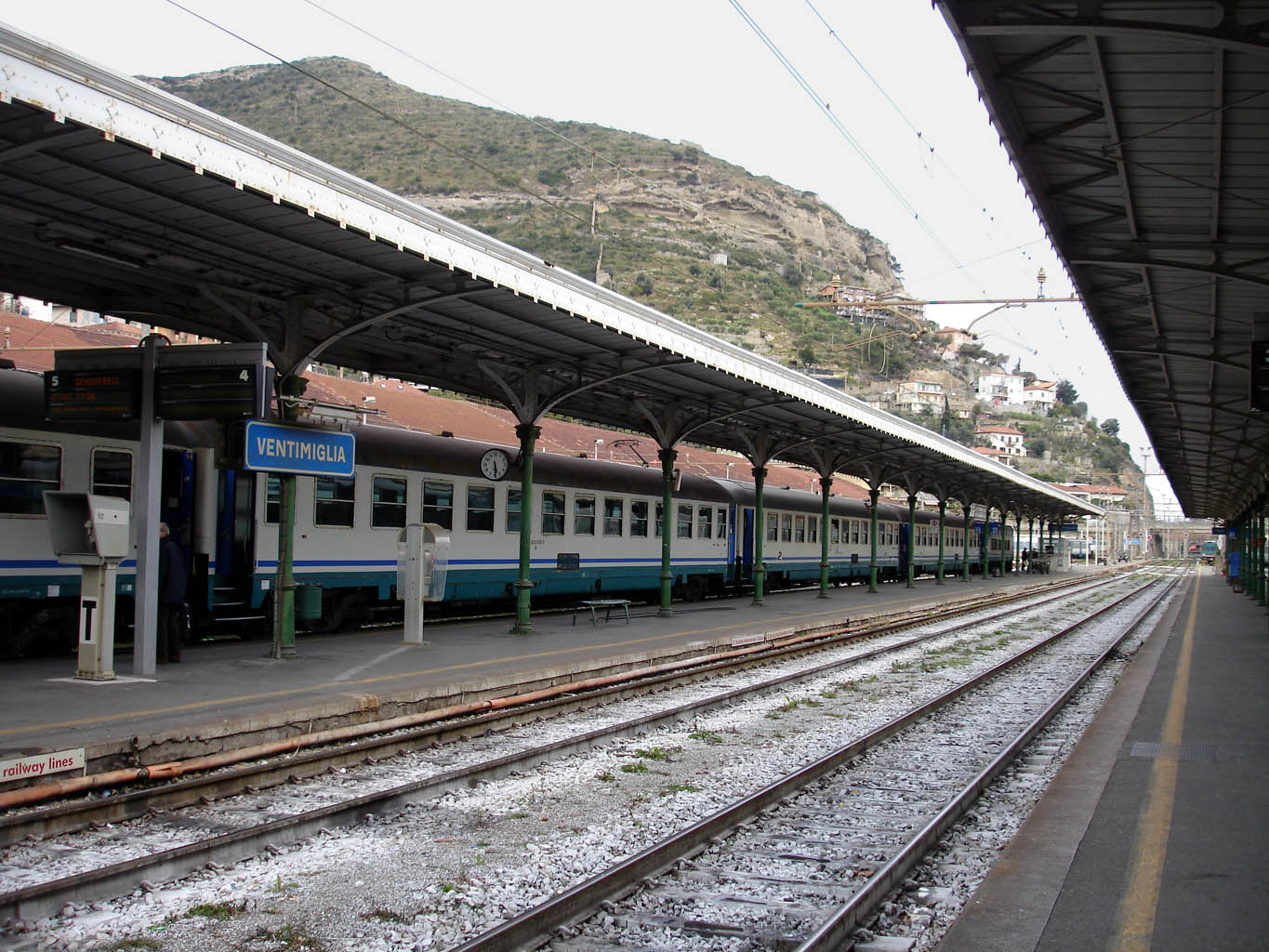
Ventimiglia vasútállomása
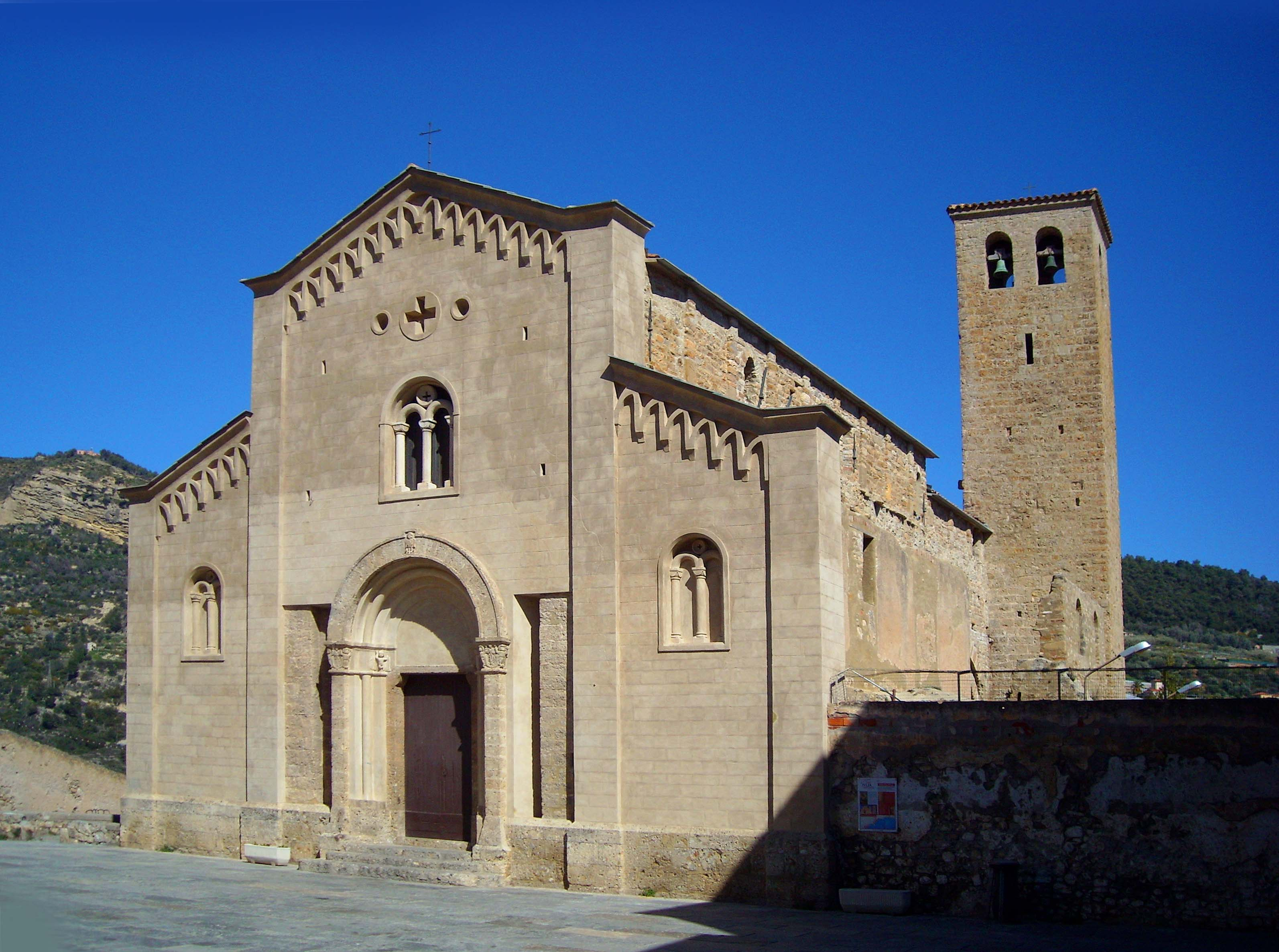
Szent Mihály arkangyal temploma
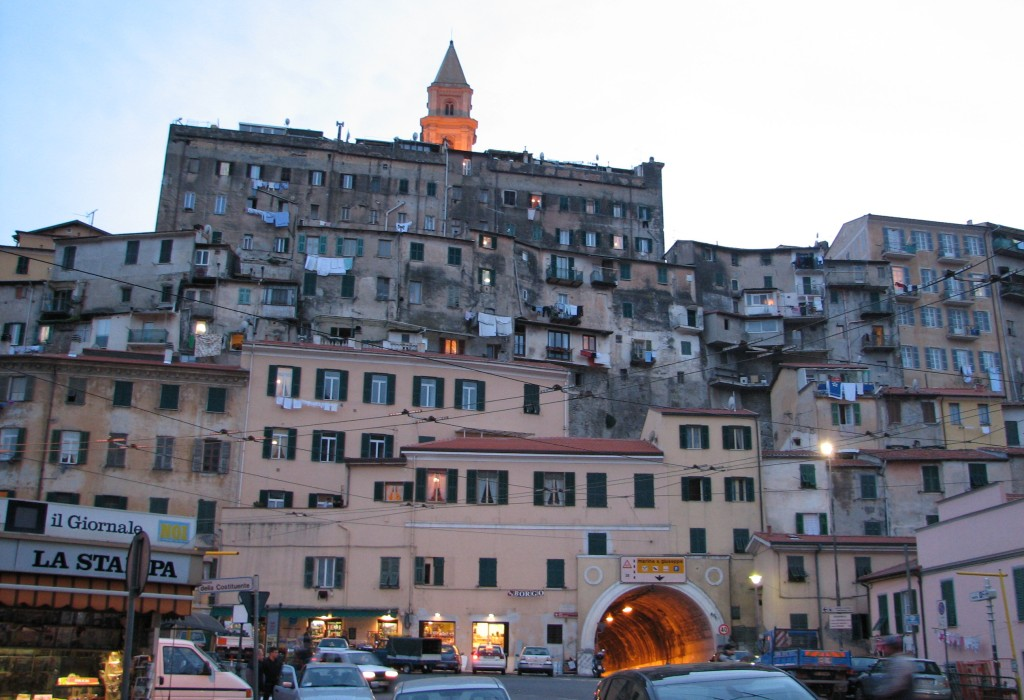
Ventimiglia óvárosa
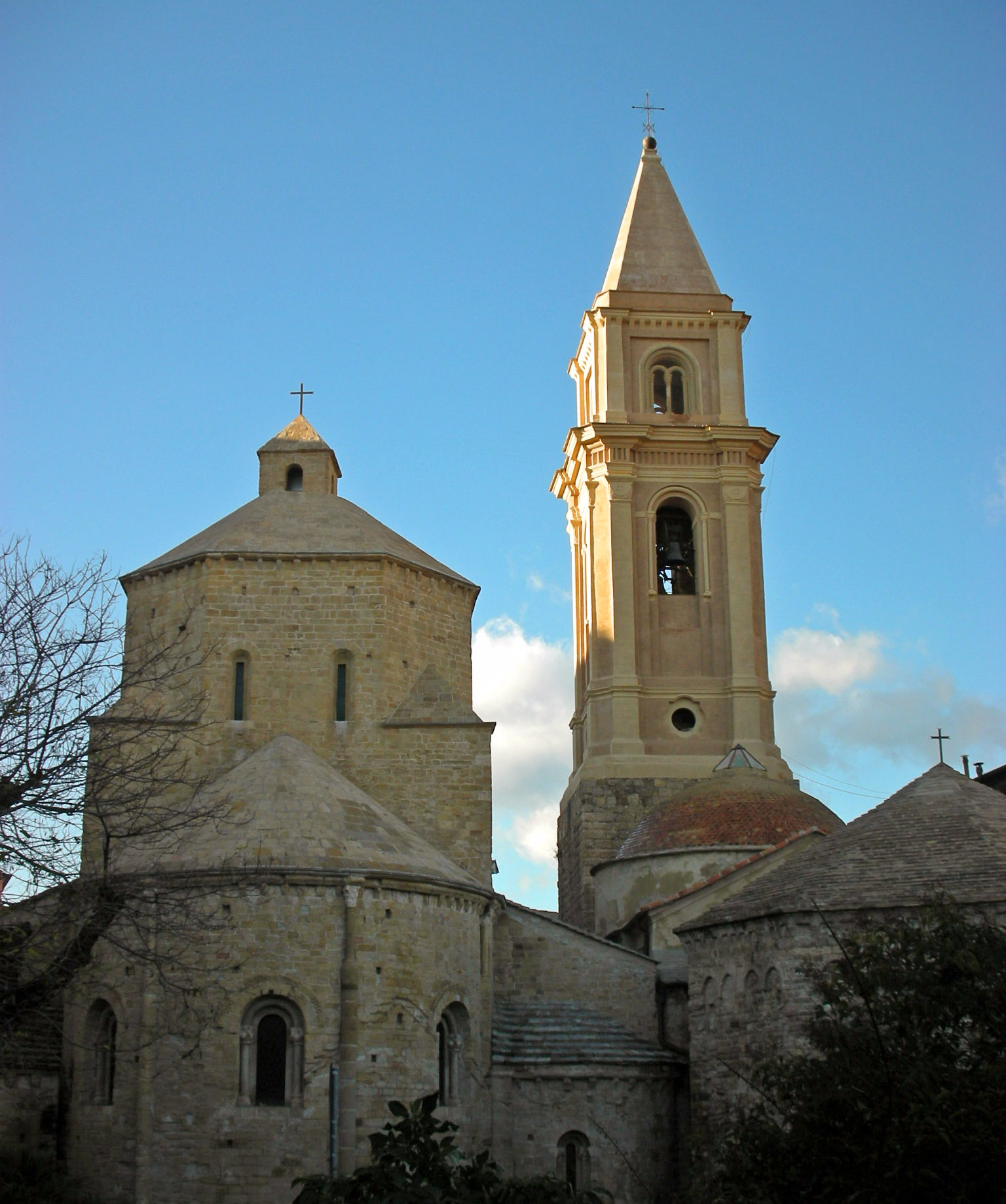
Santa Maria Assunta katedrális
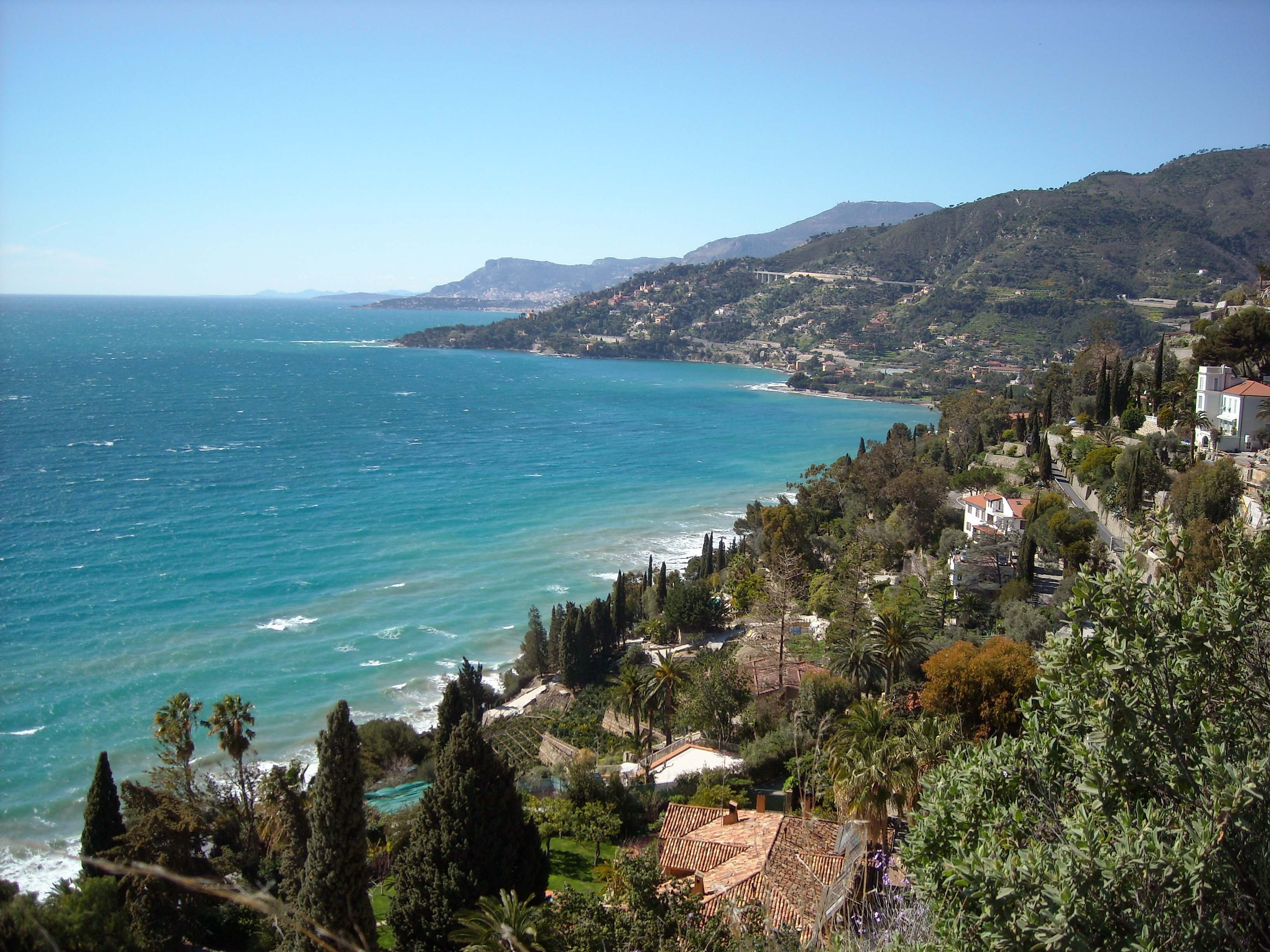
Piana di Latte
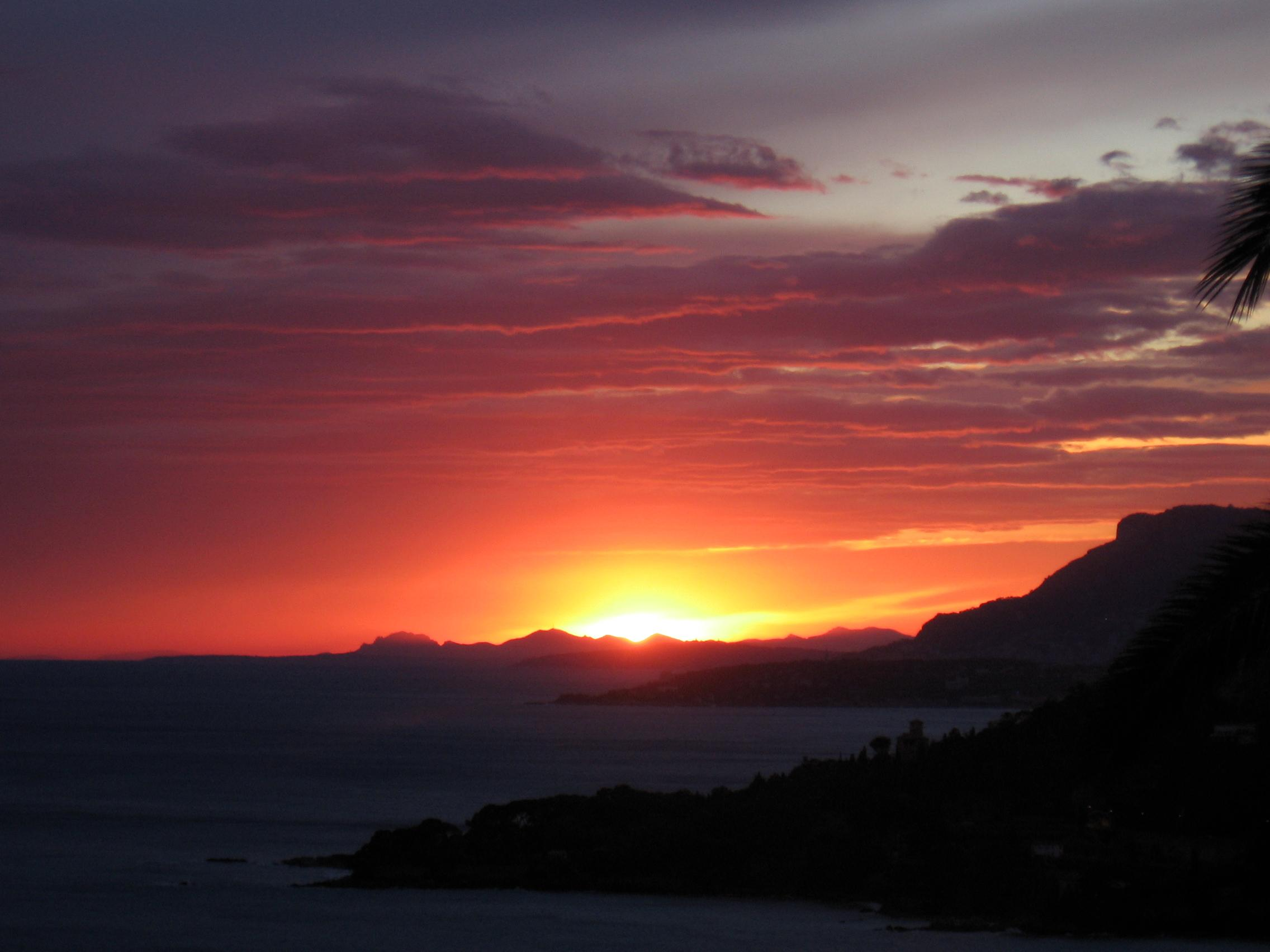
Naplemente a Capo Mortolánál
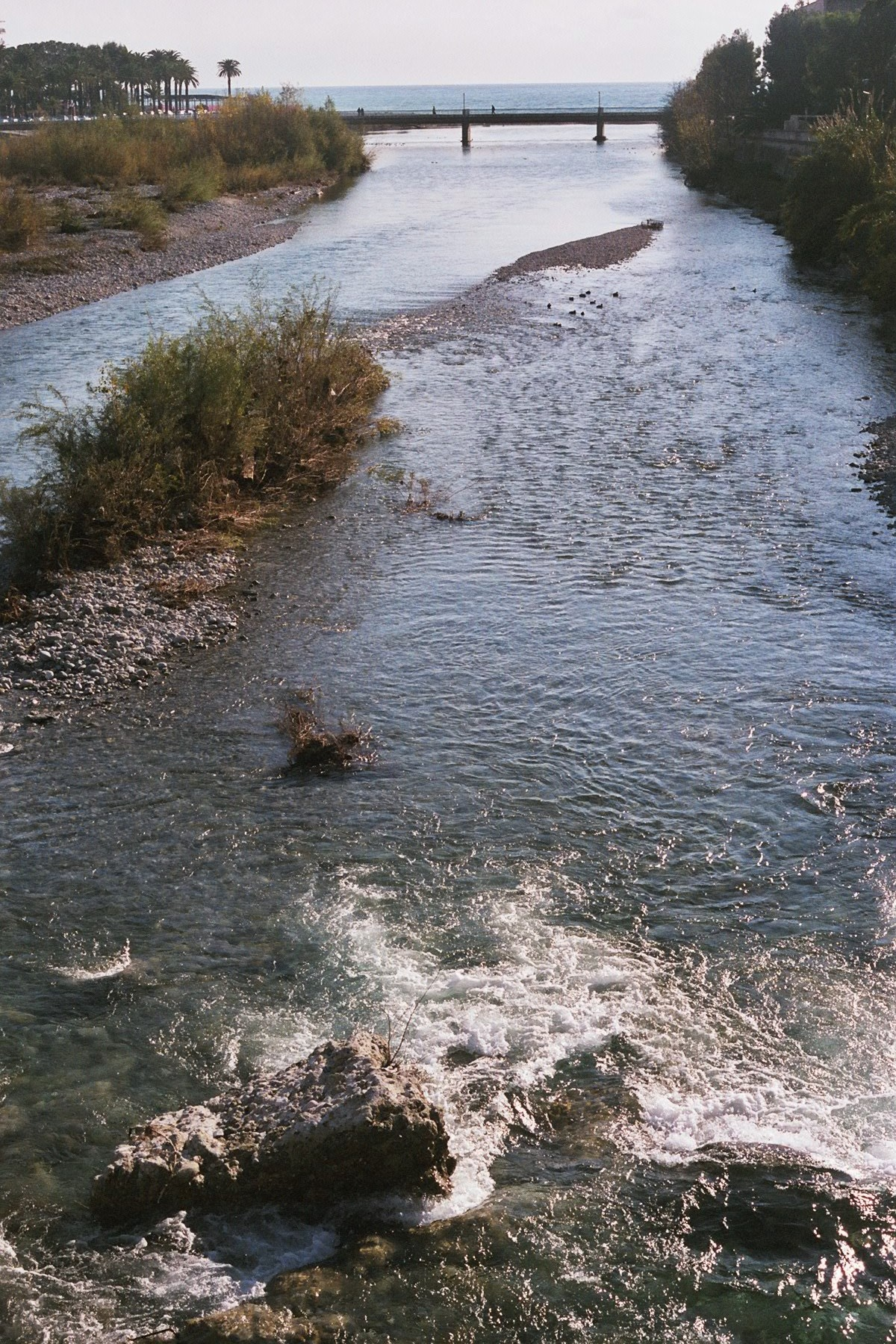
Roia folyó

## Turizmus
Ventimiglia népszerű üdülőhely nyáron a Francia Riviéra turistáinak is. Különösen népszerű minden évben a Franciaországból átlátogatók körében a pénteki utcai vásár, amelyet az újváros tengerparti részén tartanak és óriási forgalmi dugókat okoz.

## Közlekedés
A Via Aurelia főútvonal mellett található, és van kijárata az A10-es autópályán is. Két vasúti pályaudvara is van, az egyik a ventimigliai főpályaudvar a Genova–Ventimiglia-vasútvonalon, a másik pedig a Cuneói vonalon. Az A10-es autópálya az E80-as európai főút része.
Ventimiglia pályaudvara vasúti határátkelő Franciaország felé. Ez a Genova–Ventimiglia-vasútvonal végpontja, amely Franciaországban folytatódik Nizza és Marseille felé. Ezenkívül a Cuneóból induló úgynevezett Tenda-vonal végpontja is.

## Testvérvárosok
Ventimiglia testvérvárosai:
- Piazza Armerina, Olaszország

## Fordítás
- Ez a szócikk részben vagy egészben  a   Ventimiglia című német Wikipédia-szócikk fordításán alapul.  Az eredeti cikk szerkesztőit annak laptörténete sorolja fel. Ez a jelzés csupán a megfogalmazás eredetét és a szerzői jogokat jelzi, nem szolgál a cikkben szereplő információk forrásmegjelöléseként.
- Ez a szócikk részben vagy egészben  a   Ventimiglia című angol Wikipédia-szócikk fordításán alapul.  Az eredeti cikk szerkesztőit annak laptörténete sorolja fel. Ez a jelzés csupán a megfogalmazás eredetét és a szerzői jogokat jelzi, nem szolgál a cikkben szereplő információk forrásmegjelöléseként.